# Igors Stepanovs (1966)
Igors V. Stepanovs (15 agosto 1966) è un ex calciatore lettone, di ruolo centrocampista.

## Carriera

### Club
Nel 1985 ha esordito nello Zveynieks Liepaya che disputava la Vtoraja Liga, terza serie del Campionato sovietico di calcio. Due anni più tardi è passato al Daugava Riga, in seconda serie. Nel corso del 1990 ha fatto ritorno a Liepaya, con la squadra nel frattempo rinominata Olimpia Liepaya e scesa in quarta serie.
Con la ritrovata indipendenza lettone ha giocato prima nel Pārdaugava Rīga e poi con lo Skonto, club con cui ha vinto quattro campionati consecutivi e due coppe lettoni. Dal 1996 è passato all'Amstrig che l'anno seguente fu rinominato Daugava Riga; chiuse la carriera nel Ventspils.

### Nazionale
Ha totalizzato 12 presenze in nazionale, senza reti realizzate, tra il 1992 e il 2002. Ha debuttato il 26 maggio 1992 in amichevole contro Malta, in quella che è stata la seconda partita della Lettonia dalla ritrovata indipendenza.

## Statistiche

### Cronologia presenze e reti in Nazionale
| Cronologia completa delle presenze e delle reti in nazionale ― Lettonia | Cronologia completa delle presenze e delle reti in nazionale ― Lettonia | Cronologia completa delle presenze e delle reti in nazionale ― Lettonia | Cronologia completa delle presenze e delle reti in nazionale ― Lettonia | Cronologia completa delle presenze e delle reti in nazionale ― Lettonia | Cronologia completa delle presenze e delle reti in nazionale ― Lettonia | Cronologia completa delle presenze e delle reti in nazionale ― Lettonia | Cronologia completa delle presenze e delle reti in nazionale ― Lettonia |
| Data                                                                    | Città                                                                   | In casa                                                                 | Risultato                                                               | Ospiti                                                                  | Competizione                                                            | Reti                                                                    | Note                                                                    |
| ----------------------------------------------------------------------- | ----------------------------------------------------------------------- | ----------------------------------------------------------------------- | ----------------------------------------------------------------------- | ----------------------------------------------------------------------- | ----------------------------------------------------------------------- | ----------------------------------------------------------------------- | ----------------------------------------------------------------------- |
| 26-5-1992                                                               | Ta' Qali                                                                | Malta                                                                   | 1 – 0                                                                   | Lettonia                                                                | Amichevole                                                              | -                                                                       |                                                                         |
| 20-2-1993                                                               | Vantaa                                                                  | Lettonia                                                                | 1 – 2                                                                   | Lituania                                                                | Coppa del Baltico 1993                                                  | -                                                                       |                                                                         |
| 21-2-1993                                                               | Vantaa                                                                  | Lettonia                                                                | 2 – 0                                                                   | Estonia                                                                 | Coppa del Baltico 1993                                                  | -                                                                       |                                                                         |
| 6-9-1994                                                                | Riga                                                                    | Lettonia                                                                | 0 – 3                                                                   | Irlanda                                                                 | Qual. Euro 1996                                                         | -                                                                       | 46’ 78’                                                                 |
| 9-10-1994                                                               | Riga                                                                    | Lettonia                                                                | 1 – 3                                                                   | Portogallo                                                              | Qual. Euro 1996                                                         | -                                                                       | 36’                                                                     |
| 26-6-1998                                                               | Parnu                                                                   | Andorra                                                                 | 0 – 2                                                                   | Lettonia                                                                | Amichevole                                                              | -                                                                       | 82’                                                                     |
| 3-7-2001                                                                | Riga                                                                    | Lettonia                                                                | 3 – 1                                                                   | Estonia                                                                 | Coppa del Baltico 2001                                                  | -                                                                       |                                                                         |
| 5-7-2001                                                                | Riga                                                                    | Lettonia                                                                | 4 – 1                                                                   | Lituania                                                                | Coppa del Baltico 2001                                                  | -                                                                       | 68’                                                                     |
| 15-8-2001                                                               | Riga                                                                    | Lettonia                                                                | 0 – 1                                                                   | Ucraina                                                                 | Amichevole                                                              | -                                                                       |                                                                         |
| 14-11-2001                                                              | Riga                                                                    | Lettonia                                                                | 1 – 3                                                                   | Russia                                                                  | Amichevole                                                              | -                                                                       |                                                                         |
| 17-4-2002                                                               | Ventspils                                                               | Lettonia                                                                | 2 – 1                                                                   | Kazakistan                                                              | Amichevole                                                              | -                                                                       | 75’                                                                     |
| 6-7-2002                                                                | Riga                                                                    | Lettonia                                                                | 0 – 0                                                                   | Azerbaigian                                                             | Amichevole                                                              | -                                                                       |                                                                         |
| Totale                                                                  |                                                                         | Presenze                                                                | 12                                                                      |                                                                         | Reti                                                                    | 0                                                                       |                                                                         |

## Palmarès

### Club
- Campionati lettoni: 4

Skonto: 1992, 1993, 1994, 1995
- Coppe di Lettonia: 2

Skonto: 1992, 1995

### Nazionale
- Coppa del Baltico: 1

2001